# قیفک زره‌پوش
قیفک زره‌پوش (نام علمی: Conus armadillo) نام یک گونه از سرده قیفک‌ها است.